# Janez Poljanec
Ivan (Janez) Poljanec, slovenski podobar in slikar, * 15. april 1855, Gorenja vas, † 18. maj 1933, Ljubljana.

## Življenje in delo
Slikarstva se je učil pri Šubicih v Poljanah in nato podobarstva v Idriji. Kot pomočnik in nato kot mojster v Ljubljani je napravil mnogo kipov, rezibarij, modelov za razne predmete itd.